# On the Water
On the Water è il terzo album del gruppo musicale synthpop dei Future Islands, pubblicato l'11 ottobre 2011 dall'etichetta Thrill Jockey.
La registrazione dell'album è avvenuta nella casa di un amico della band a Elizabeth City, nella Carolina del Nord, tra il marzo e il maggio del 2011. Al brano The Great Fire ha partecipato anche Jenn Wasner dei Wye Oak.
Per la copertina dell'album è stato utilizzato un dipinto dell'artista Elena Johnston.

## Tracce
1. On the Water
2. Before the Bridge
3. The Great Fire (feat. Jenn Wasner)
4. Open
5. Where I Found You
6. Give Us the Wind
7. Close to None
8. Balance
9. Tybee Island
10. Grease